# سیف راشد (بازیکن فوتبال، زاده ۱۹۹۴)
سیف راشد (انگلیسی: Saif Rashid؛ زادهٔ ۲۵ نوامبر ۱۹۹۴) یک بازیکن فوتبال اهل امارات متحده عربی است.
از باشگاه‌هایی که در آن بازی کرده‌است می‌توان به الشارجه اشاره کرد.